# Белый феминизм
Белый феминизм — форма феминизма, которая фокусируется на борьбе белых женщин, не принимая во внимание различные формы угнетения, с которыми сталкиваются женщины из числа этнических меньшинств и женщины, лишённые других привилегий.
Белый феминизм критикуют за теорию, которая фокусируется исключительно на опыте белых женщин, не признают и не интегрируют понятие интерсекциональности в борьбе за равенство. Термин «белый феминизм» может также использоваться для обозначения теорий, которые больше фокусируются на опыте белых, цисгендерных, гетеросексуальных, трудоспособных женщин и в которых опыт женщин без этих привилегий исключается или маргинализируется. Этот подход особо заметен в первых волнах феминизма, которые, как правило, были сосредоточены вокруг расширения прав и возможностей белых женщин среднего класса в западных обществах.
Хотя термин «белый феминизм» появился относительно недавно, критика концепции, которую он представляет, относится к началу феминистского движения, особенно в Соединённых Штатах. Теоретизируя параллельные системы угнетения в обществе (в зависимости от расы, этнической принадлежности, сексуальности, гендера и т. д.), развитие теории Креншоу об интерсекциональности вызвало критику белого феминизма как ограниченного и дискриминационного. Другие подвергают сомнению, утверждая, что теория используется для нападения на белых феминисток, независимо от того, являются ли они представителями меньшинств или нет.

## Происхождение
В 1848 году в американском городе Сенека-Фоллз прошел первый открытый съезд сторонников равноправия женщин, на котором активистка Элизабет Кэди Стэнтон выступила со знаменитой Декларацией чувств, в которой писала о неравенстве и призывала к предоставлению избирательного права женщинам. Движение суфражисток — женщин, требовавших права голоса, — организовали образованные белые женщины среднего класса и, конечно, в первую очередь они сосредоточились на вопросах, касавшихся их самих
С момента своего возникновения феминизм в западных обществах был представлен белыми образованными женщинами, в основном сосредоточенными на получении прав на политическое представительство и участие в выборах, голосование. Один из наиболее ярких примеров ранних работ феминистской философии можно найти в книге Мэри Уолстонкрафт «В защиту прав женщин» (англ. A Vindication of the Rights of Woman: with Strictures on Political and Moral Subjects), опубликованной в 1792 году, где она выступает за моральное и политическое равенство между мужчинами и женщинами. Аналогичным образом во Франции Олимпия де Гуж выступала за права женщин в своей Декларации прав женщины и гражданки (фр.  Déclaration des droits de la femme et de la citoyenne) ещё в 1791 году.

## В первой волне феминизма
Первая волна феминизма началась в XX веке и была сосредоточена на равенстве политических и экономических прав. Женщины боролись за свои избирательные права, доступ к образованию, возможность занимать политические должности, равенстве в рабочей силе и равноправии в браке. Официально эта волна началась с Конференции в Сенека-Фолсе в 1848 году, штат Нью-Йорк, ближе к концу промышленной революции. Цель этой волны состояла в том, чтобы открыть возможности для женщин, делая акцент на избирательном праве. Это было движение, в основном организованное и определяемое образованными белыми женщинами среднего класса, и сосредоточенное в основном на вопросах, касающихся их.
Некоторые женщины из числа этнических меньшинств также участвовали в движении, например, принцесса-суфражистка София Далип Сингх среди британских феминисток первой волны. Однако существует мало свидетельств того, что чернокожие женщины участвовали в движении британских суфражисток. В 1893 году Новая Зеландия стала первой страной, предоставившей женщинам всех рас право голоса; это было встречено гневом суфражисток, в том числе Миллисент Фосетт, которая выразила недовольство, что женщины-маори в одной из британских колоний могли голосовать, в то время как британские светские женщины этого права не имели. Сьюзан Б. Энтони (убежденная аболиционистка) и Элизабет Кейди Стэнтон боролись за то, чтобы белые женщины получили право голоса в Соединенных Штатах Америки, где государство предпочитало наделить правом голоса чернокожих мужчин. Энтони и Стэнтон опасались создания «аристократии пола»; они предлагали всеобщее избирательное право, чтобы чернокожее сообщество и женщины (включая чернокожих женщин) получили избирательные права одновременно.
Тем не менее их «История женского избирательного права» является ярким примером белого феминизма, поскольку широко игнорируется роль чернокожих женщин, внимание сосредоточенно на белых фигурах движения. В то время как 1920 год отмечается как воздержание женщин от избирательного права в Соединенных Штатах, афроамериканские женщины все ещё не допускались на избирательные участки на юге, где действовали законы Джима Кроу. В то время белые женщины в основном рассматривали афроамериканских женщин как исключенных из феминистского движения, а чернокожей суфражистке Мэри Черч Террел было отказано в помощи белых активисток. Тем не менее, афроамериканские женщины сыграли важную роль в борьбе за равенство в Соединенных Штатах. Ещё в 1851 году Соджорнер Трут, бывшая рабыня, произнесла речь «Разве я не женщина», в которой она призывала к тому, что позже будет описано как интерсекциональность.

## Во второй волне феминизма
Вторая волна феминизма датируется 1960—1980-ми годами. Этот период времени посвящен женщинам в рабочей среде, сексуальности, репродуктивным правам, домашнему насилию и изнасилованиям. Феминизм второй волны, особенно вначале, аналогичным образом формировался образованными белыми женщинами среднего класса, и, опять же, не имел тенденции рассматривать вопросы, актуальные для женщин из этнических меньшинств. В это время в 1968 году в Атлантик-Сити проходил конкурс «Мисс Америка». Феминистки собрались снаружи, бросив бюстгальтеры, пояса и накладные ресницы в мусорное ведро, чтобы продемонстрировать разочарование мужским взглядам и унизительным стандартам красоты, которые окружали конкурс «Мисс Америка». Вторая волна начала привлекать цветных женщин и женщин из развивающихся стран, в то время как первая волна была сосредоточена в основном на белых цисгендерных женщинах среднего класса.
Книга «Второй пол» Симоны де Бовуар является одним из наиболее ярких примеров эссенциализации женщин в образе белой буржуазной матери и, следовательно, игнорирования других форм угнетения, таких как раса или сексуальность. Тем не менее, эта книга стала поворотной точкой, которая позволила появиться другим, более сложным теориям.
Во время второй и третьей волны феминизма учёные из маргинализированных сообществ начали выступать против того, как феминистские движения эссенциализировали опыт женщин. Известная учёная-феминистка Белл Хукс вывела этот вопрос на передний план феминистской мысли, регулярно выпуская работы о борьбе, которую переживали чернокожие женщины, и подчеркивая, что феминистское движение было исключительным по отношению к этим женщинам в силу своего невнимания к взаимодействиям между расой, полом и классом. Хукс утверждала, что белые женщины должны признать тот факт, что они, как и мужчины из этнических меньшинств, занимали положение угнетённых и в то же время угнетателей. В попытке избежать критики, с которой выступили учёные из числа меньшинств, разоблачающие феминизм второй волны, последние стремились отвлечь внимание, разоблачая неравенство и несправедливость, с которыми сталкиваются женщины за рубежом. Это подверглось критике со стороны многих учёных, которые называли миссионерский или империалистический феминизм.

## В третьей волне феминизма
Возглавляемая поколением X, третья волна феминизма началась в 1990-х годах, когда на первый план вышли проблемы, связанные с сексуальностью и порнографией. Основной причиной раскола во второй волне были разногласия по поводу работы в сфере сексуальных услуг и порнографии. Феминистки третьей волны придумали термин «Riot grrrl», который представлял сильных, независимых и страстных феминисток в этот период времени. «Grrrl» обычно описывались как разгневанные феминистки, которые борются с сексизмом. Третья волна вдохновлялась постмодернистским обществом и работала над тем, чтобы утилизировать уничижительные слова, используемые для унижения женщин, такие как «проститутка», и отнять власть, которую эти слова давали мужчинам над женщинами. Третья волна также была создана для решения социальных проблем, с которыми сталкивается нынешнее поколение. Это также способствовало пропаганде сексуального освобождения женщин и выражению гендерной идентичности. В эту волну вошло ещё больше цветных женщин и женщин из разных классов, чем в предыдущие. При сравнении второй и третьей волны третья волна выделяла интерсекциональность.
Когда в 1920 году была принята 19-я поправка к Конституции США, гарантирующая активное избирательное право для женщин, миллионы афроамериканок все равно на протяжении десятилетий оставались отстраненными от голосования. Поправка не отменила законы штатов, которые не позволяли небелым американцам участвовать в выборах, если они не заплатили специальный налог или не прошли тест на грамотность. Чтобы изменить ситуацию, темнокожая суфражистка Мэри Черч Террил попросила помощи у белых феминисток, на что они ей ответили, что отсутствие у темнокожих женщин гражданских прав является расовой проблемой, а не гендерной, и выходит за рамки требований движения

## Интерсекциональный феминизм XXI века, или четвёртая волна
Во время третьей волны феминизма и в начале четвёртой волны феминизма после 2010 года феминистки иногда подчёркивают в своих работах интерсекциональные перспективы. Несмотря на это, некоторые утверждают, что феминистские СМИ продолжают чрезмерно освещать борьбу белых женщин среднего класса. Позиция некоторых современных авторов-феминисток о том, что расизм не является элементом общества, которым должен заниматься феминизм, также приводилась в качестве примера белого феминизма. Тем не менее, в последние годы такие авторы, как Кимберли Креншоу, разработали теорию интерсекциональности, явную оппозицию белому феминизму. Вместо того, чтобы анализировать общество с уникальной точки зрения расы или пола, она призывает к более сложному анализу систем угнетения с использованием множества перекрывающихся объектов, таких как раса, пол, сексуальность и т. д.
Белый феминизм описывает взгляд на феминизм, который можно отделить от проблем класса, расы, способностей и других притеснений. Пример белого феминизма в наши дни можно увидеть в работе Эмили Шир, политического редактора газеты «Bustle» и автора статьи для «The New York Times». Шир утверждает, что феминизм не поддерживает тех женщин, которые не разделяют политические взгляды, когда он занимает позицию по Израилю и Палестине, усилиям по повышению минимальной заработной платы и усилиям по блокированию строительства нефтепроводов. Позиция Эмили Шир контрастирует с межсекторальными активистами-феминистками, которые рассматривают равенство в оплате труда, социальную справедливость и международные права человека как неотъемлемые и неотъемлемые обязательства феминизма, сформулированные в «День без женщины», которая «[признает] огромную ценность, которую женщины всех слоёв общества вносят в нашу социально — экономическую систему, получая более низкую заработную плату и испытывая большее неравенство, подверженность дискриминации, сексуальным домогательствам и незащищенность на работе». В то время как Эмили Шир выступает за феминизм, который обеспечивает инклюзивность, избегая политических позиций, чтобы не отталкивать женщин, которые не согласны с этими позициями, организаторы Марша Женщин придерживаются принципа, согласно которому «женщины имеют пересекающиеся идентичности», что требует движения, которое фокусируется на «всеобъемлющей повестке дня».
Также утверждалось, что феминистки, убеждённые в том, что хиджабы, паранджи и никабы притесняют мусульманских женщин, являются представителями белого феминизма. Многие мусульманские женщины выступили в защиту своей религиозной одежды. Одним из примеров этого убеждения является спор об исламских шарфах во Франции, в ходе которого многие французские феминистки выступали против исламской вуали, утверждая, что ислам угрожает автономии женщин и, следовательно, выбор носить её бессмыслен, когда многие мусульманки говорят, что это их выбор и что отрицание выбора только ограничивает свободу женщины. Они говорят, что некоторые носят его как личное обязательство; другие отвергают представление о том, что вуаль является религиозным знаком. Некоторые мусульманские женщины считают паранджу освобождающей, потому что она позволяла им находиться в обществе, соблюдая при этом моральные и религиозные требования.
Исключающий транс-людей радикальный феминизм также был темой обсуждения. Феминизм борется за права женщин, но транс-исключительные радикальные феминистки не рассматривают транс-женщин как женщин. Многие из них выступают против того, чтобы транс-женщины меняли свой пол в юридических документах, говорят, что лесбиянка как личность исчезает, что транс-мужчины — не мужчины, и что дети-геи нуждаются в защите, когда они думают, что они трансгендеры. Критики, особенно в ЛГБТ-сообществе, выразили недовольство этими аргументами. Они считают, что привилегированные белые женщины, которые приводят эти аргументы, делают транс-женщин, особенно цветных транс-женщин, более подверженными риску дискриминации, и что они не учитывают многие другие факторы, с которыми приходится сталкиваться транс-женщинам.